# Список персонажів «Роману про добру людину»
В філософському «Романі про добру людину» Емми Андієвської велика кількість дійових осіб, які включено у цей список. В дужках вказано сторінку, на якій персонаж згадується вперше у другому виданні роману: Андієвська Е. Роман про добру людину. - К.: „Орій“ при УКСП "Кобза", 1993. 

## А
- Аріматейський Йосип (159)

## Б
- Бараболька Єлисей Полікарпович (168)
- Баран Прохор (230)
- Басенко Юрко (85)
- Бережанський Лесик (254)
- Берізко Іван (60) – один з хлопців в групі Дмитрика
- Берізко Кадило (257)
- Бличенко Іван (261)
- Борецький Захарко (155)
- кривий Борис (76)
- Борисів Тарас (35)
- Боцюрків Тадзьо (245)
- Бурундяй (32) – вчитель математики
- Бурундяй Ріта Сильвестрівна (31)

## В
- Ванька (21) – загальне ім’я для енкаведишників-виконавців
- Василько (152)
- Верета Олександер Гурійович (93)
- Вертило Грицько (81)
- Вишневська Дарка (86)
- Віхола Андрій Никифорович (65)
- Вовк (18) – таборовий собака
- Вухань Сашко (60) - один з хлопців в групі Дмитрика

## Г
- Гаркуша (79) – таборовий лікар
- Геврик (52)
- Гиря Ігор Тарасович (234)
- Гнат (107)
- Голий Федько (104)
- Голка Аїд Харлампович (194)
- Головань Данило (186)
- Головань Кадик (153)
- Горицвіт Петро Тарасович (247)
- тітка Горпина (89)
- баба Грициха (11) – добра чаклунка, рятувала табір, володарка чарівного соняшника
- Грущак Антін (156)
- Губенко Зиновій (151)

## Ґ
- Ґедзь (229)
- Ґенкова Зінка (202)
- отець Ґудзій (159) – священик-пияка
- Ґудзіїха (165) – дружина отця Ґудзія
- Ґудзик (63) - один з хлопців в групі Дмитрика

## Д
- Дарка (160)
- Дігтяр Всеволод (179)
- Дмитрик (9) – таборовий злодій, займався гендлярством, ватажок групи хлопців
- Досвітній Олесь (229)
- Дриґаль (228)
- Дримба Іван (154)
- Дубасюк Антон (232)
- Дюрченко (42)
- Дяченко Мстислав (83)

## Ж
- Жердка Іван (216)

## З
- Загородний Дмитро Прохорович (219) - професор
- Загребельний Ілько (201)
- Зарицький Івась (229)
- Заславський Ілько (233)
- Заславський Самійло (233)
- Затуливітер Онисько (179)
- Захарчуки (71)

## І
- Іван (231)
- лисий Іван (16)
- Іванка (118)
- Ірена (153)

## Й
- Йосип (107) – чоловік тітки Теклі, вбивця Гната

## К
- Кава (24) – професор, вів розмову із Стецьком про добро
- Кадик (201)
- Кадилиха (247)
- Кадило Панас (243)
- Калачик Сєва (182)
- Каленик Всеволод (85)
- Каленик Дозьо (148)
- Кальченко Івась (142)
- Кам’яницький Микола (202)
- Кіндратенко-Голуб Іван (93)
- Кіпка (64) - один з хлопців в групі Дмитрика
- Кіптяр Світозар (173)
- Киндзя Аристид (82)
- Кирда Лаврін (155)
- баба Кирилиха (147) – отримала виклик до Австралії
- Кирило (251)
- Клименко Тарас (150)
- Кленовський Юліян (175)
- Кобилко Дмитро Онуфрійович (85) – професор-орієнталіст
- Коваленко Ігор (176)
- Коваль Агапій (267)
- Когут Сашко (206)
- Козодуб Антін Мелетійович (108)
- Козуб Петро (202)
- Козуля Дмитро Юхимович (65)
- Копиленко Петро Юхимович (70)
- Копинський Лев (179)
- Корнійчук Василь (85)
- Котельников Юхим (196)
- Кривошийченко Агапій (247)
- Кузя Кирило (59) - один з хлопців в групі Дмитрика
- Кульбака Місько (163)
- Кулька Михайло (62) - один з хлопців в групі Дмитрика
- Кушлярик Тарас (258)

## Л
- Левадчук (110)
- Лилик (175)
- пані Лилик (17)
- Лисий Іван (81)
- Литвиненко Нестор (96)
- Лідія Остапівна (228)
- пані Лопастюк (35)
- Луценко Іван (43)
- Луцький Віталій (85)
- Лущак Омелько (114)

## М
- Макаренко Ілля (181)
- Максим (220)
- Мальований Геннадій (247)
- баба Марина (172)
- Мартинець Остап (71)
- Мартинці (71)
- Матин Євген (93)
- Мацейко Сашко (197)
- Мелешко Яцько (168)
- Мигаль Ярко (183)
- Микола (118)
- дід Мирон (170)
- Мирон (218)
- Мисько (231)
- Мицько Степан (81)
- Мірошниченко Овсій (63) - один з хлопців в групі Дмитрика
- Мокрієнко Харитя (83)
- дідусь Мусій (89)

## Н
- Нагнибіда Лаврін (189)
- Настя (160)
- Наталка (225)
- Небаба Данько (86)
- Небіла Сашко (156)
- Нелинь Прохор (158)
- Нетеса Грицько (15)
- Нечипайло Остап (86)
- Ніночка (173)
- Новиченко Івась (172)

## О
- Одинак Славко (189)
- Озерний Данько (149)
- Олексій (225)
- Оленка (17)
- Олесь (233)
- Олійник Семен (230)
- Омелько (14) – флоярник
- Омельчук Левко (134)
- Онищук Богдан (150)
- Орися (218)
- пані Осінчуковська (176)
- Остапчук Ігор (85)
- Остюк (262)
- дід Охрім (16)
- Охтирський (229)

## П
- Павло (110)
- Павло (260)
- Падалка Катерина Олександрівна (254)
- Панасюк Михась (233)
- Пелехань (229)
- Перкаленко Данило (110)
- Петльований Ярослав Григорович (230)
- кульгавий Петро (156) – музика
- отець Петруняк (165)
- Пилипенко Богдан (156) - бандурист
- Підсуха Геннадій (90)
- Пістряк Яцько (234)
- Погорільний Никифор (104)
- Погорільний Прокіп (86)
- Побігуйко Ілько (168)
- отець Порфир (250)
- Пригара Денис (181) – зруйнував Ониськів іконостас
- Прокопчуківна Гануся (178)
- П’ятак Андрій (56) – закоханий в  Галинку Рудько
- П’ятачиха (68) – звернулася до Дмитрика по допомогу у пошуках сина Андрія

## Р
- Риндик Сава (108) – приятель Гната
- Роговський (203) - математик
- Рогоза Іван (73)
- Роздайбіда Никифор (87)
- Роздерикуля Семен (84)
- Роздерихалява Ліна (31)
- Романиха (254)
- Романенчиха (262)
- Ростик (143)
- Рубан Онуфрій (254)
- Рудько Галинка (56) – закохана в Андрія П’ятака
- Рудьчиха (68)

## С
- Саєнко Тетяна Миколаївна (94)
- Свацький Кіндрат (156)
- дід Свирид (156)
- дядько Семен (103)
- Семихатка Тарас Гурійович (65)
- Середа Іван (166)
- Сивенький Прокіп (108)
- Сидор (89)
- пані Синелько (17)
- Синькавський Тарас (85)
- Синюшко Ілько (140)
- Сінчук Борис (186)
- Скаба (254)
- Слуцький Богдан (84)
- Слушко Іван (182)
- Соколюк Пилип (87)
- Солонина Васько (171)
- Сопун Корній (85)
- Сороченко Грицько (154)
- Сочко (198)
- Степан (110)
- дядько Степан (60)
- Стрибунець Микола (86)
- Ступалка Стецько (18) – таборовий п’яничка
- Сук Аркадій (102)  - слідчий
- Сушко Іван (79)

## Т
- Тамара (225)
- Таратула (266)
- тітка Текля (107) – дружина Йосипа, просила Дмитрика переховати Йосипа
- Теплуха Терентій (225)
- Тепляк Василь (110)
- Терещенко Василь (90) – вчитель, вчив Дмитрика у винагороду
- Терлецький Остап (262)
- Тетерук Зенко (163)
- Тиміш (56)
- Тимко (269)
- Тимошенко Харко (251)
- Торон Івась (197)
- Траян Левко (243)
- Тронько Володька (167)
- Трясило (263)
- Турчин Петро (43)
- Турчиновський Ілля (239)
- Тхорюк Юрко (66)

## У
- Удівець Іпатій Сціпіонович (150)
- Удівець Сціпіон (203)

## Ф
- великий Федір (63) - один з хлопців в групі Дмитрика
- малий Федір (67)
- Федорович Хома (15)
- Федьо (225)
- Фетюскін Харитон Авакумович (191)
- дід Филимон (149)

## Х
- Хитун Філько (85)
- Ховрашко Серафима Пилипівна (84)
- Ховрашко Юрко (172)

## Ц
- Цибка Ярема (167)
- Цівочка Тарас (171)
- Цуркалевський Володимир Харитонович (85)

## Ч
- Ченчик Іван (82)

## Ш
- Шило Кадик (172)

## Щ
- Щербак Атанасій (233)
- Щирий Левко (148)

## Ю
- Юзько (260)
- Юрчик (17)

## Я
- Яловецький Прокіп (183)
- Ярчик Ірина (79)

## Дивись також
- Роман про добру людину (роман)